# Soledad, Kalifornien
Soledad är en stad (city) i Monterey County, i delstaten Kalifornien, USA. Enligt United States Census Bureau har staden en folkmängd på 26 012 invånare (2011) och en landarea på 11,4 km².
Den ligger i närheten av Mission Nuestra Señora de la Soledad, en av de 21 
missionsstationer som anlades av fransiskanermunkar i Kalifornien mellan 1769 och 1833, och är uppkallad efter missionsstationen.
I den nordvästra delen av staden ligger de delstatliga fängelserna Correctional Training Facility och Salinas Valley State Prison.